# Unterramsern
Unterramsern ist eine Einwohnergemeinde im Schweizer Kanton Solothurn. Sie gehört zum Bezirk Bucheggberg.

## Geographie

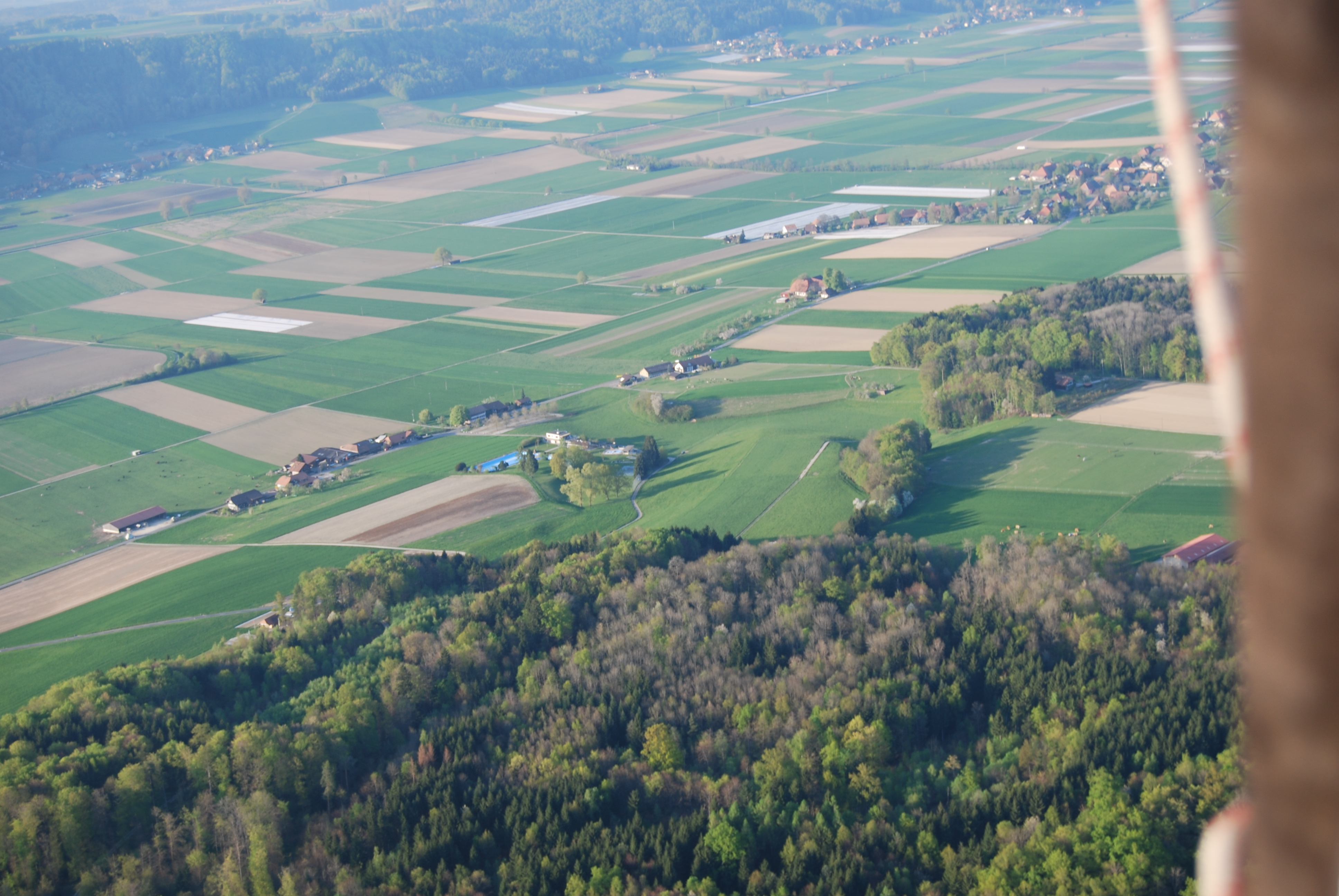
Das Limpachtal von einem Ballon aus gesehen, Unterramsern oben rechts im Bild

Unterramsern liegt auf 475 m ü. M., 11 km südsüdwestlich des Kantonshauptortes Solothurn (Luftlinie). Das Strassendorf erstreckt sich am Südfuss des Bucheggberges, am Rand der breiten Ebene des Limpachtals, im Solothurner Mittelland.
Die Fläche des 1,5 km² grossen Gemeindegebiets umfasst einen Abschnitt der Molassehöhen des Bucheggberges. Die südliche Grenze verläuft entlang des kanalisierten Limpachs. Von hier erstreckt sich der Gemeindeboden nordwärts über die landwirtschaftlich intensiv genutzte Ebene bis auf die angrenzenden, dicht bewaldeten Steilhänge des Bucheggberges. Der Südhang des Chalgen weist mehrere kurze Erosionsrinnen auf. Am Rand des Hochplateaus der Egg bei Aetigkofen wird mit 600 m ü. M. die höchste Erhebung von Unterramsern erreicht. Von der Gemeindefläche entfielen 1997 7 % auf Siedlungen, 29 % auf Wald und Gehölze, 63 % auf Landwirtschaft und etwas weniger als 1 % war unproduktives Land.
Zu Unterramsern gehören der westliche Teil der Siedlung Brittern (472 m ü. M.) am Rand des Limpachtals am Südfuss des Britterenhubels sowie einige Einzelhöfe. Nachbargemeinden von Unterramsern sind Messen, Buchegg im Kanton Solothurn sowie Limpach und Mülchi im Kanton Bern.

## Bevölkerung
Mit 220 Einwohnern (Stand 31. Dezember 2023) ist Unterramsern nach Kammersrohr und Hüniken die drittkleinste Gemeinde des Kantons Solothurn. Von den Bewohnern sind 98,9 % deutschsprachig und 0,6 % sprechen Französisch (Stand 2000). Die Bevölkerungszahl von Unterramsern belief sich 1850 auf 221 Einwohner, 1900 auf 170 Einwohner. Im Verlauf des 20. Jahrhunderts nahm die Bevölkerungszahl bis 1970 weiter auf 129 Personen ab. Seither wurde wieder ein deutliches Bevölkerungswachstum verzeichnet.

## Wirtschaft
Unterramsern war bis in die zweite Hälfte des 20. Jahrhunderts ein vorwiegend durch die Landwirtschaft geprägtes Dorf. Noch heute haben der Ackerbau und der Obstbau sowie die Viehzucht einen wichtigen Stellenwert in der Erwerbsstruktur der Bevölkerung. Weitere Arbeitsplätze sind im lokalen Kleingewerbe und im Dienstleistungssektor vorhanden, unter anderem in Betrieben der Holzverarbeitung und der Elektrobranche. In den letzten Jahrzehnten hat sich das Dorf auch zu einer Wohngemeinde entwickelt. Viele Erwerbstätige sind deshalb Wegpendler, die hauptsächlich in den Regionen Solothurn und Bern arbeiten.

## Verkehr
Die Gemeinde liegt abseits der grösseren Durchgangsstrassen an einer Verbindungsstrasse von Lohn-Ammannsegg entlang dem Südfuss des Bucheggbergs nach Messen. Durch einen Postautokurs, welcher die Strecke von Bätterkinden nach Messen bedient, sowie durch den Rufbus Bucheggberg ist Unterramsern an das Netz des öffentlichen Verkehrs angeschlossen.

## Geschichte
Die erste urkundliche Erwähnung des Ortes erfolgte 1276 unter dem Namen Rambsern, wobei nicht klar ist, ob sich die Bezeichnung auf Oberramsern oder Unterramsern bezieht. Der Ortsname geht auf das schweizerdeutsche Wort Rams «Bärlauch» zurück.
Seit dem Mittelalter unterstand Unterramsern der Herrschaft Buchegg, die Teil der Landgrafschaft Burgund war, 1391 von Solothurn erworben und zur Vogtei Bucheggberg umgewandelt wurde. Bis 1798 lag die hohe Gerichtsbarkeit beim bernischen Landgericht Zollikofen, während Solothurn mit dem Gerichtsort Aetingen die niedere Gerichtsbarkeit ausübte. Nach dem Zusammenbruch des Ancien Régime (1798) gehörte Unterramsern während der Helvetik zum Distrikt Biberist und ab 1803 zum Bezirk Bucheggberg.

## Sehenswürdigkeiten
Im Ortskern sind einige charakteristische Bauernhäuser mit tief heruntergezogenen Walmdächern aus dem 18. und 19. Jahrhundert erhalten. Unterramsern besitzt keine eigene Kirche; es gehört zur Pfarrei Aetingen-Mühledorf.

## Wappen
Blasonierung
Geteilt von Rot und Weiss, belegt mit sechsblättriger (Bärlauchblüten-) Rosette und sechs die Staubgefässe darstellende Kreise zwischen den Blättern in gewechselten Farben